# Mahāvastu
Le Mahāvastu (« Grand événement » ou « Grande histoire » en sanskrit) est un texte de l‘école Lokottaravāda du bouddhisme ancien. Il se définit lui-même comme une préface historique aux vinayas, les codes monastiques bouddhistes.
Plus de la moitié du texte est composé de contes des jātaka, récits des vies antérieurs de Siddhartha Gautama, et des avadāna, récits des vies antérieurs d’autres bodhisattvas,.

## Le texte
La version qui nous est parvenue du Mahāvastu, en prose et en vers, est écrite en sanskrit bouddhique, dit « hybride »,,. Il s'agit là d'une variante du sanskrit classique qui présente des traces des premiers prakrit et que l'on trouve dans de nombreux sutras du bouddhisme mahâyâna. Les spécialistes pensent que l'ouvrage a été rédigé entre le IIe siècle av. J.-C. et le IVe siècle,. 
L’indianiste Émile Senart a publié le texte sanskrit pour la première fois, en trois volumes, entre 1882 et 1897.

## Parallèles dans le Canon pali
Les contes des jātaka du Mahāvastu sont similaires à ceux du Canon pali bien que des différences significatives existent quant aux détails des contes.
Les autres parties du Mahāvastu présentent plus de parallèles directs dans le Canon pali, notamment avec le Dīgha Nikāya (DN 19, Mahāgovinda Sutta), le Majjhima Nikaya (MN 26, Ariyapariyesana Sutta ; et, MN 36, Mahasaccaka Sutta), le Khuddakapātha, le Dhammapada (ch. 8, Sahassa Vagga; et, ch. 25, Bhikkhu Vagga ), le Sutta Nipāta (Sn 1.3, Khaggavisāṇa Sutta ; Sn 3.1, Pabbajjā Sutta ; et Sn 3.2, Padhāna Sutta), le Vimanavatthu et le Buddhavaṃsa,.

## Thèmes mahâyâna
Le Mahāvastu est considéré comme une source primitive de la notion, commune à toutes les écoles Mahasanghika, de bouddha transcendant (lokottara).
Selon le Mahāvastu, au cours de nombreuses vies, le Bouddha né-une-fois-humain développa des pouvoirs supramondains, parmi lesquels :
- une naissance sans douleur, hors relation sexuelle ;
- l‘absence de besoin de sommeil, de nourriture, de médicament ou de bain bien qu’étant contraint à des choses de ce genre « conformément au monde » ;
- l’omniscience ;
- la capacité de « supprimer le karma »[9].

### Traduction anglaise
- The Mahāvastu (3 vol.), trad. J. J. Jones dans Sacred Books of the Buddhists, Londres, Luzac & Co., 1949-1956 (tome1, tome 2 et tome 3)

### Études
- B. C. Law, A Study of the Mahâvastu (1930), New Bharatiya Book, 2011.